# Coventry Carol
Coventry Carol (Kolęda z Coventry) – utwór XVI-wieczny. Po raz pierwszy wykonano ją w Coventry w ramach misterium: The Pageant of the Shearmen and Tailors. W sztuce przedstawiony był moment narodzin Chrystusa według Ewangelii św. Mateusza. Kolęda opowiada o Herodzie i nakazanej przezeń rzezi niewiniątek. Maryja lamentuje nad grożącym Jezusowi niebezpieczeństwem. Z całej sztuki zachowała się tylko ta kolęda.
Najstarszym znanym autorem, który pracował nad jej tekstem jest Robert Croo w roku 1534, a najstarszy druk z zapisem nutowym pochodzi z 1591. Kenneth Leighton stworzył własną wersję tej kolędy. Nie wiadomo, kto był naprawdę jej autorem.